# TVE Internacional
TVE Internacional är en spanskspråkig kanal för spanska televisionen RTVE (RadioTelevisión Española), som sänder till utlandet via satelliter. Programmen sänds globalt, med största delen av tittarna i Europa, Nordamerika, Hispanoamerika, Filippinerna, Spanska Sahara och Ekvatorialguinea).
Under dagen går många nyhetssändningar genom kanalen 24 Horas (TVE 24 h), vilka omfattar information från både Spanien och internationellt. Telediario som sänds av La 1 (TVE 1) går samtidigt ut genom den internationella kanalen.
TVE innehåller blandat innehåll från nyheter till spelfilmer på spanska. Där finns också TVE1 och TVE2 som bland annat visar fotbollsmatcher. I Sverige kan man få TVE hos vissa leverantörer.